# Jake Odum
Jake Andrew Odum (Terre Haute, Indiana, 11 de febrero de 1991) es un exjugador de baloncesto estadounidense que jugó profesionalmente en equipos de Europa. Mide 1,93 metros de altura y ocupaba la posición de base.

## Trayectoria deportiva

### Universidad
Odum jugó en los Indiana State Sycamores desde 2010 hasta 2014. Tuvo un récord con los Sycamores en los 4 años que estuvo de 79 victorias y 55 derrotas (0.590). Ganó la Missouri Valley Conference y 4 torneos de pretemporada (1x NCAA, 2x NIT, 1x CiT).
Es el quinto jugador de la universidad con más puntos (1.568 pts), decimotercero en rebotes (617), segundo en asistencias (603), tercero en robos (204) y primero en partidos jugados (134), partidos como titular (131) y minutos jugados (4199).

### Carrera profesional
Tras no ser elegido en el Draft de la NBA de 2014, jugó la Orlando Summer League con Indiana Pacers y  Las Vegas Summer League con Sacramento Kings.
Comenzó su carrera profesional en la temporada 2014-2015 en las filas del PAOK Salónica B.C. griego, a pesar de que tenía un par de ofertas de equipos NBA de realizar un training camp. En su primera temporada como profesional en la A1 Ethniki promedió 9 puntos, 3.5 rebotes y 2.8 asistencias, mientras que en la Eurocup promedió 7 puntos, 2.1 rebotes y 2.7 asistencias.
En julio de 2015 firmó con el medi Bayreuth alemán.